# Архангельське сільське поселення (Красночикойський район)
Арха́нгельське сільське поселення (рос. Архангельское сельское поселение) — сільське поселення у складі Красночикойського району Забайкальського краю Росії.
Адміністративний центр — село Архангельське.

## Історія
2013 року з частини села Архангельське було виділене нове село Архангельське-2.

## Населення
Населення сільського поселення становить 662 особи (2019; 735 у 2010, 819 у 2002).

## Склад
До складу сільського поселення входять:
| Населений пункт         | Населення, осіб (2002) | Населення, осіб (2010) |
| ----------------------- | ---------------------- | ---------------------- |
| Александровка, село     | 136                    | 133                    |
| Архангельське, село     | 683                    | 602                    |
| Архангельське 2-е, село | -                      | -                      |